# Ibrahim Tannous
Ibrahim Tannous (ur. 1929 w Kobbajat, dystrykt Akkar, zm. 26 grudnia 2012) – generał libański. 8 grudnia 1982 roku został mianowany dziewiątym dowódcą libańskiej armii. 23 czerwca 1984 roku zastąpił go na tym stanowisku gen. Michel Aoun.